# Kreis Brilon

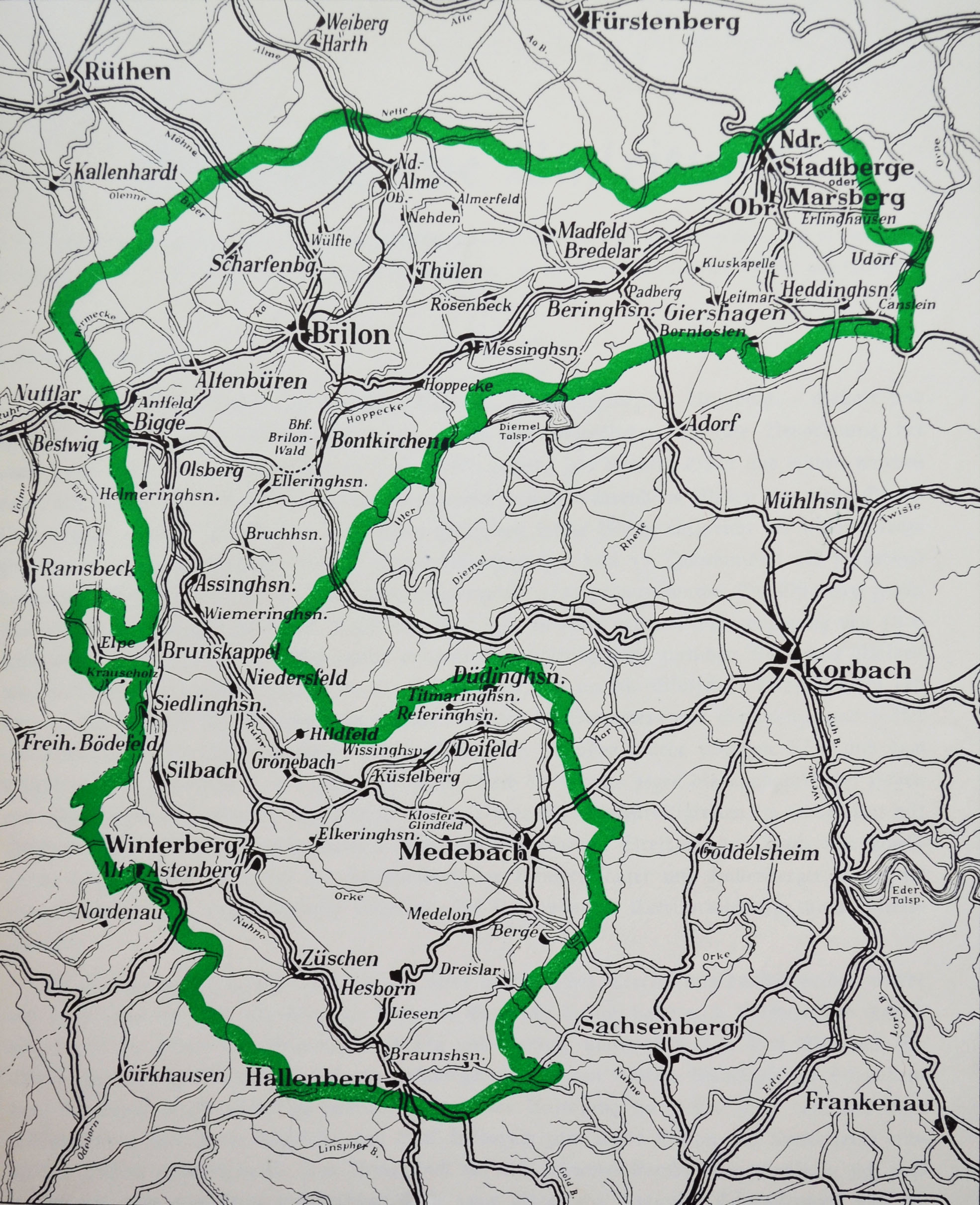
Übersichtskarte des Kreises Brilon

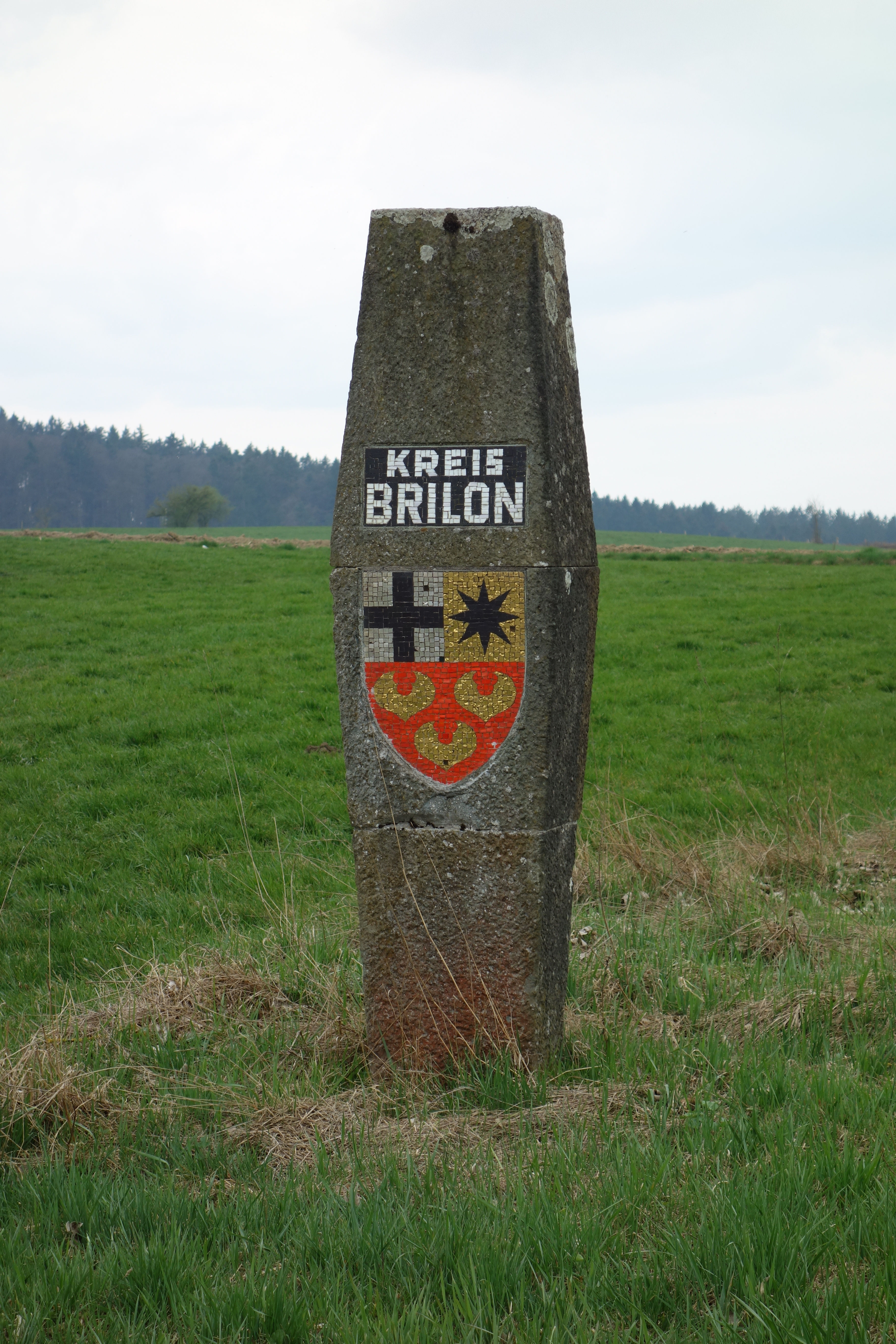
Grenzstein des Kreises Brilon

Der Kreis Brilon war ein von 1817 bis 1974 bestehender Kreis im Regierungsbezirk Arnsberg. Mit jenem gehörte er zunächst zur preußischen Provinz Westfalen, ab 1946 schließlich zu Nordrhein-Westfalen. Von 1953 bis 1969 lautete seine Bezeichnung Landkreis Brilon. Kreisstadt war Brilon.
Mit Wirkung vom 1. Januar 1975 wurde der Kreis aufgelöst und sein Gebiet mit dem der Kreise Arnsberg und Meschede zum Hochsauerlandkreis zusammengeschlossen.

## Geographie

### Lage
Der Kreis lag im nordöstlichen Sauerland.

### Nachbarkreise
Der Kreis grenzte 1973 im Uhrzeigersinn im Norden beginnend an den Kreis Büren (in Nordrhein-Westfalen), die Landkreise Waldeck und Frankenberg (beide in Hessen) sowie an die Kreise Wittgenstein, Meschede und Lippstadt (alle in Nordrhein-Westfalen).

## Geschichte
Der Kreis Brilon wurde 1817 im Regierungsbezirk Arnsberg der preußischen Provinz Westfalen aus den alten Ämtern Brilon und Marsberg des Herzogtums Westfalen gebildet. 1819 wurde der angrenzende Kreis Medebach aufgelöst, wobei das alte Amt Medebach zum Kreis Brilon hinzukam. 1826/1827 wurde der Kreis in die sieben Bürgermeistereien Bigge, Brilon, Hallenberg, Marsberg, Medebach, Thülen und Winterberg eingeteilt. Zwischen 1837 und 1839 wurde die Städteordnung von 1831 in Brilon, Winterberg, Hallenberg und Obermarsberg eingeführt. Im Rahmen der Einführung der Landgemeinde-Ordnung für die Provinz Westfalen wurden die Bürgermeistereien 1844 in Ämter überführt.
Im Kreis Brilon bestanden seitdem zunächst vier amtsfreie Städte sowie sechs Ämter mit zwei weiteren Städten, 58 Gemeinden und einem Gutsbezirk. 1868 schloss sich Hallenberg dem Amt Liesen an, das in Amt Hallenberg umbenannt wurde. 1928 wurden die Gemeinden Oberalme und Niederalme mit dem Gutsbezirk Alme zur Gemeinde Alme zusammengeschlossen.
Im Jahr 1969 wurden die Gemeinden Bigge und Olsberg zur Stadt Bigge-Olsberg zusammengeschlossen.
Am 1. Oktober 1969 wurde aus dem Landkreis der Kreis Brilon.
Am 1. Januar 1975 ging der Kreis Brilon schließlich im neugegründeten Hochsauerlandkreis auf.

## Einwohnerentwicklung
| Jahr | Einwohner | Quelle |
| ---- | --------- | ------ |
| 1819 | 29.082    | [ 6 ]  |
| 1832 | 31.819    | [ 1 ]  |
| 1871 | 38.105    | [ 7 ]  |
| 1880 | 37.866    | [ 7 ]  |
| 1890 | 38.415    | [ 8 ]  |
| 1900 | 39.640    | [ 8 ]  |
| 1910 | 42.462    | [ 8 ]  |
| 1925 | 47.068    | [ 8 ]  |
| 1939 | 50.726    | [ 8 ]  |
| 1950 | 73.011    | [ 8 ]  |
| 1960 | 72.600    | [ 8 ]  |
| 1970 | 78.400    | [ 9 ]  |
| 1973 | 80.500    | [ 10 ] |

## Politik

### Ergebnisse der Kreistagswahlen ab 1946
In der Liste werden nur Parteien und Wählergemeinschaften aufgeführt, die mindestens zwei Prozent der Stimmen bei der jeweiligen Wahl erhalten haben.
Stimmenanteile der Parteien in Prozent
| Jahr | CDU  | SPD  | DZP  | FDP | BHE |
| ---- | ---- | ---- | ---- | --- | --- |
| 1946 | 59,8 | 16,7 | 16,2 | 1,3 |     |
| 1948 | 45,0 | 19,1 | 27,7 | 6,6 |     |
| 1952 | 47,8 | 15,8 | 19,8 | 6,1 | 7,0 |
| 1956 | 53,1 | 19,7 | 16,7 | 5,1 | 5,3 |
| 1961 | 58,0 | 21,3 | 10,6 | 7,1 | 3,0 |
| 1964 | 57,9 | 25,5 | 09,3 | 6,4 |     |
| 1969 | 57,7 | 26,7 | 09,6 | 4,6 |     |

### Landräte
- 1817–1845 Maximilian Droste zu Vischering-Padberg
- 1846–1878 Caspar Maximilian Droste zu Vischering-Padberg
- 1879–1900 Hans Carl Federath
- 1900–1909 Johann von Gaugreben
- 1909–1936 Heinrich Jansen
- 1936–1945 Peter Schramm
- 1945–1946 Friedrich Brümmer
- 1946–0000 Wilhelm Tewes, CDU
- 1946–1948 Josef Roggenkamp, Zentrum
- 1948–1949 Johann Quick, CDU
- 1949–1950 Wilhelm Stracke, Zentrum
- 1950–1952 Lorenz Hoffmann, CDU
- 1952–1969 Albert Günther, CDU
- 1969–1974 Bertram Biederbeck, CDU
- 1974–0000 Rudolf Kraft, CDU

### Oberkreisdirektoren
- Friedrich Brümmer (1946–1949)
- Robert Steineke (1950–1958)
- Adalbert Müllmann (1958–1974)

### Wappen
| Wappen des ehemaligen Kreis Brilon | Blasonierung: Geteilt und oben gespalten von Silber und Gold; vorne ein durchgehend schwarzes Kreuz, hinten ein achtstrahliger schwarzer Stern, unten in rot drei goldene Seeblätter. Beschreibung: Das Wappen setzt sich zusammen aus dem Hoheitszeichen des Kurfürsten von Köln als ehemaligem Landesherrn und dem Wappenstern der Grafen von Waldeck, die hier vereinzelte Hoheitsrechte besaßen. Die Seeblätter symbolisieren die einstige Zugehörigkeit zum sächsischen Stamm der Engern. Das Wappen wurde am 18. Oktober 1951 genehmigt. |

## Ämter und Gemeinden

### Amtsfreie Städte
1. Brilon
2. Hallenberg (bis 1868 oder 1876[14])
3. Obermarsberg
4. Winterberg

### Ämter
1. Amt Bigge
  1. Altenbüren
  2. Antfeld
  3. Assinghausen
  4. Bigge (bis 1969)
  5. Bigge-Olsberg (Stadt, seit 1969)
  6. Bruchhausen
  7. Brunskappel
  8. Elleringhausen
  9. Elpe
  10. Eßhoff
  11. Grimlinghausen
  12. Helmeringhausen
  13. Olsberg (bis 1969)
  14. Siedlinghausen
  15. Wiemeringhausen
  16. Wulmeringhausen
2. Amt Liesen, seit 1868 oder 1876[14] Amt Hallenberg
  1. Braunshausen
  2. Hallenberg (Stadt, seit 1868 oder 1876[14])
  3. Hesborn
  4. Liesen
  5. Züschen
3. Amt Medebach
  1. Berge
  2. Deifeld
  3. Dreislar
  4. Düdinghausen
  5. Küstelberg
  6. Medebach (Stadt)
  7. Medelon
  8. Oberschledorn
  9. Referinghausen
  10. Titmaringhausen
4. Amt Niedermarsberg
  1. Beringhausen
  2. Borntosten
  3. Bredelar
  4. Canstein
  5. Erlinghausen
  6. Giershagen
  7. Heddinghausen
  8. Helminghausen
  9. Leitmar
  10. Niedermarsberg (Stadt)
  11. Padberg
  12. Udorf
5. Amt Niedersfeld
  1. Altastenberg
  2. Elkeringhausen
  3. Grönebach
  4. Hildfeld
  5. Niedersfeld
  6. Silbach
6. Amt Thülen
  1. Alme (seit 1928)
  2. Bontkirchen
  3. Hoppecke
  4. Madfeld
  5. Messinghausen
  6. Nehden
  7. Niederalme (bis 1928)
  8. Oberalme (bis 1928)
  9. Radlinghausen
  10. Rixen
  11. Rösenbeck
  12. Scharfenberg
  13. Thülen
  14. Wülfte
  15. Gutsbezirk Alme (bis 1928)

## Kfz-Kennzeichen
Am 1. Juli 1956 wurde dem damaligen Landkreis bei der Einführung der bis heute gültigen Kfz-Kennzeichen das Unterscheidungszeichen BRI zugewiesen. Es wurde bis zum 31. Dezember 1974 ausgegeben.